# On the Border (film, 1913)
Pour les articles homonymes, voir On the Border (homonymie).
Pour plus de détails, voir Fiche technique et Distribution.
On the Border est un film muet américain réalisé par Wallace Reid et sorti en 1913.

## Fiche technique
- Titre : On the Border
- Réalisation : Wallace Reid
- Scénario :
- Photographie :
- Montage :
- Producteur :
- Société de production : American Film Manufacturing Company
- Société de distribution : Mutual Film
- Pays d'origine :  États-Unis
- Langue : film muet avec les intertitres en anglais
- Format : Noir et blanc — 35 mm — 1,33:1 — Muet
- Genre : Western
- Durée :
- Dates de sortie : 
  -  États-Unis : 29 mai 1913

## Distribution
- Wallace Reid : le cow-boy
- Vivian Rich : Chiquita
- Edith Borella
- Jean Durrell
- George Field
- Chester Withey